# 圣米歇尔德维亚代
圣米歇尔德维亚代（法語：Saint-Michel-de-Villadeix）是法国多尔多涅省的一个市镇，属于佩里格区。该市镇总面积14.17平方公里，2009年时的人口为296人。

## 人口
圣米歇尔德维亚代人口变化图示